# Francesc Anglès i Garcia

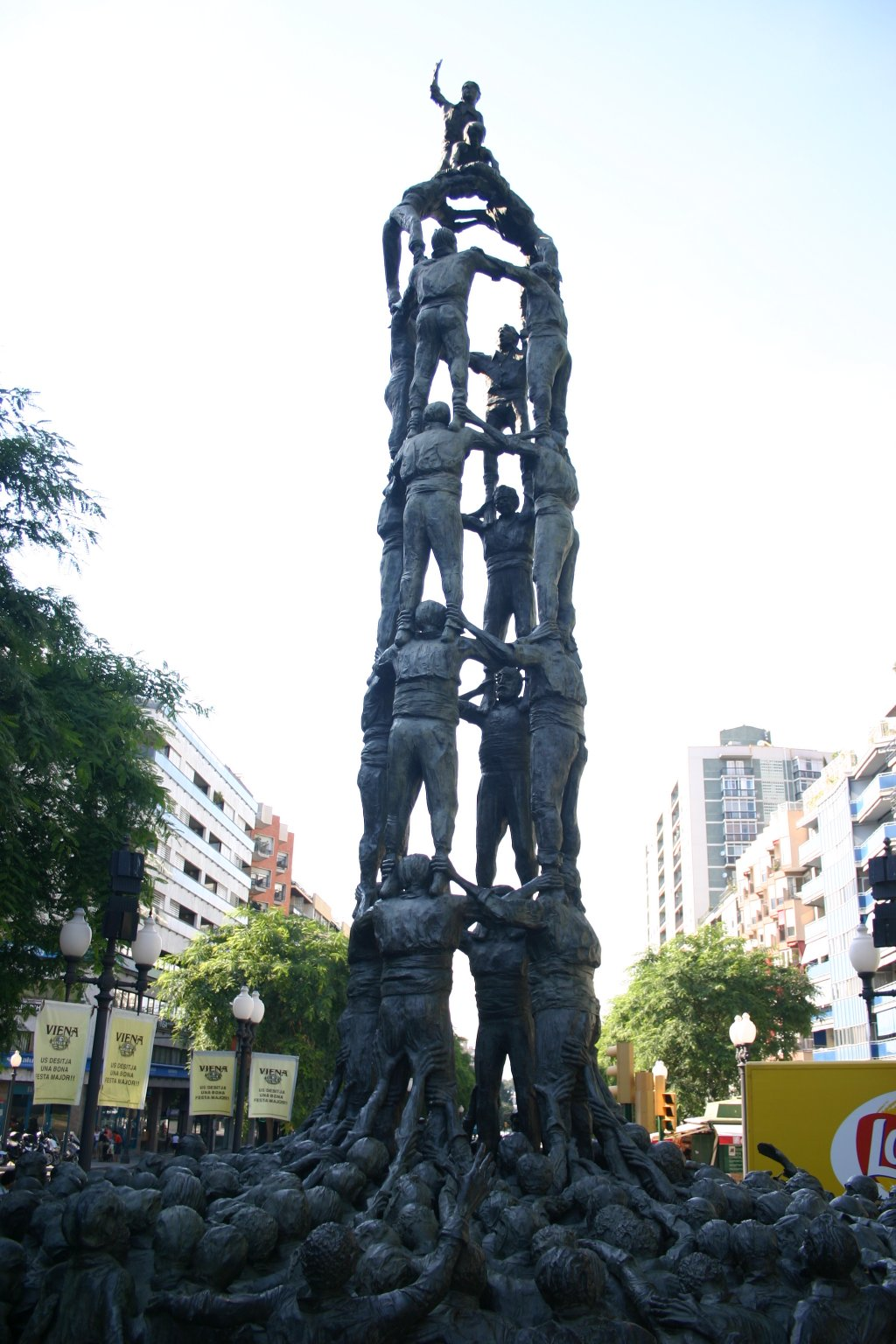
Monument als castellers (Tarragona)

Francesc Anglès és un metge i escultor nascut a Terrassa l'any 1938. L'any 1963 es va llicenciar en Medicina i Cirurgia per la Universitat de Barcelona. El 1970 va començar els seus primers treballs com a escultor. De 1973 a 1981 va exposar amb regularitat a la Sala Gaudí Barcelona. Va ser president del Cercle Artístic de Sant Lluc.
Les escultures de Francesc Anglès es caracteritzen per la presència de figures humanes i, especialment en els seves obres en grup, crea una atmosfera semblant a la realitat. Francesc Anglès és conegut per les escultures de color blanc i per la temàtica humana. Ha treballat amb tota mena de materials, com pot ser la pedra, el bronze o la fusta.
Des del 1970 ha exposat regularment en exposicions col·lectives i individuals a les millors sales i museus de Catalunya i Espanya, i també a Andorra, França, Bèlgica, Teheran, Washington i Chicago.

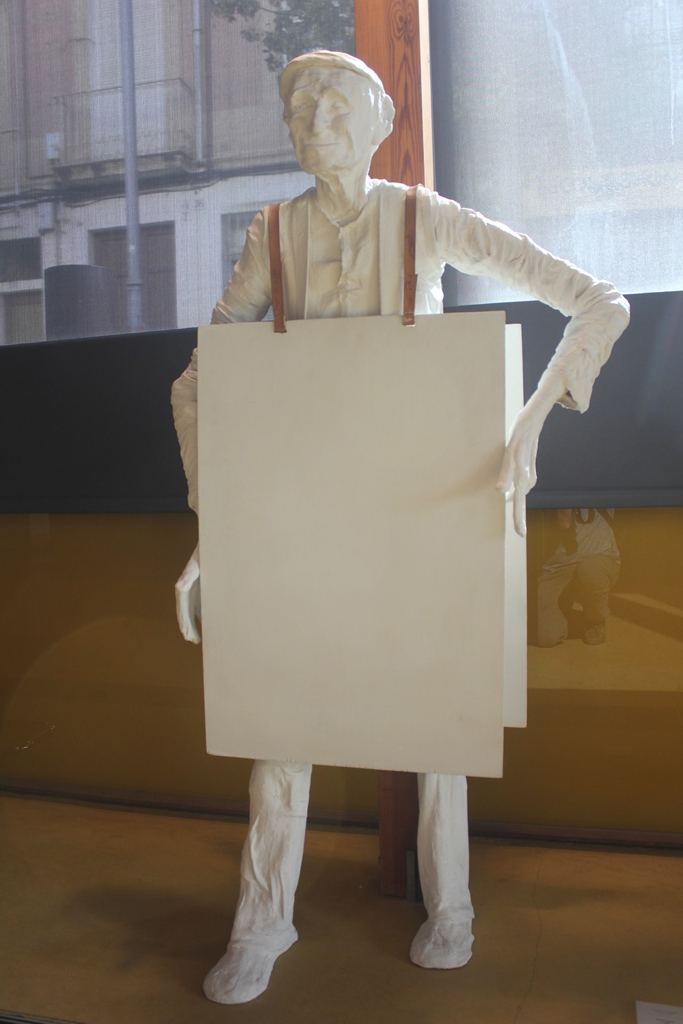
Home Anunci (col·lecció Lluís Bassat)

## Obres més importants
- Monument als castellers, monument construït a la Rambla Nova de Tarragona el 1999 que representa un 4 de 8 de 222 figures humanes.
- La Cobla, escultura en escaiola feta el 1976 on es combinen els elements reals com poden ser les trompetes i teles en les senyeres.
- La partida, representa una partida de dominó en un bar. Aquesta obra és propietat de la família Fernandez i Guimerà.
- Quiròfan
- Pom de dalt (1995) ubicat a l'entrada de Traumatologia de l'hospital Universitari de la Vall d'Hebron[5]